# Tybory-Misztale
Tybory-Misztale – wieś w Polsce położona w województwie podlaskim, w powiecie wysokomazowieckim, w gminie Wysokie Mazowieckie.
W latach 1975–1998 miejscowość administracyjnie należała do województwa łomżyńskiego.
Wierni kościoła rzymskokatolickiego należą do parafii św. Michała Archanioła w Jabłonce Kościelnej.

## Historia
Wieś założona prawdopodobnie w XV w.
Miejscowość wymieniona w roku 1528 w dokumencie potwierdzającym złożenie przysięgi na wierność królowi polskiemu. W spisie podatkowym z 1580 r. wymieniono rycerzy ze wsi Mistalow. Na mapie z 1795 r. wyszczególniono Tybory Mistale.
W roku 1827 miejscowość liczyła 11 domów i 84 mieszkańców. Pod koniec XIX w. należała do gminy Dzięciel i parafii Jabłonka. W pobliżu kilka innych wsi tworzących tzw. okolicę szlachecką Tybory. W 1891 r. notowano tu 12, drobnoszlacheckich gospodarzy. Średnie gospodarstwo o powierzchni 11,2 ha.
W latach dwudziestych XX w. działała we wsi szkoła powszechna. Grupę od 31 do 41 dzieci uczyła Zofia Borkowska. W roku 1921 we wsi naliczono 13 budynków z przeznaczeniem mieszkalnym oraz 88 mieszkańców (42 mężczyzn i 46 kobiet). Wszyscy zgłosili narodowość polską i wyznanie rzymskokatolickie.

## Współcześnie
Od 1973 r. wieś należy do gminy Wysokie Mazowieckie. Działa tu Ochotnicza Straż Pożarna, która dysponuje samochodem Star.
W roku 2007 we wsi zameldowanych było 99 mieszkańców.